# London—Middlesex
Pour les articles homonymes, voir London et Middlesex.
London—Middlesex (initialement nommée Middlesex-Est) fut une circonscription électorale fédérale de l'Ontario, représentée de 1979 à 1997.
La circonscription de Middlesex-Est a été créée en 1976 avec des parties d'Huron—Middlesex, London-Est et de Middlesex—London—Lambton. Renommée London—Middlesex en 1977, elle fut abolie en 1996 et redistribuée parmi Elgin—Middlesex—London, London-Ouest, London—Adelaide, London—Fanshawe et Perth—Middlesex.
Une autre circonscription nommée Middlesex-Est exista de 1867 à 1968.

## Géographie
En 1976, la circonscription de London—Middlesex comprenait:
- Les cantons de Biddulph, London, North Dorchester, Westminster et West Nossouri, excluant le village de Belmont
- Le sud-est de la ville de London

En 1987, les villages de Belmont et de Lucan furent ajoutées à la circonscription.

## Députés
1. 1979-1980 — Nelson Elliott, PC
2. 1980-1984 — Garnet M. Bloomfield, PLC
3. 1984-1993 — Terry Clifford, PC
4. 1993-1997 — Pat O'Brien, PLC

- PC = Parti progressiste-conservateur
- PLC = Parti libéral du Canada